# Urlați
Urlați là một thị xã thuộc hạt Prahova, România. Dân số thời điểm năm 2002 là 11876 người.